# Kościół św. Marcina w Ochabach
Kościół pod wezwaniem Świętego Marcina Biskupa w Ochabach – zabytkowy, murowany kościół parafialny parafii św. Marcina w Ochabach, wybudowany w latach 1807-1810, na miejscu kościoła drewnianego z XVII wieku.
Pierwsza informacja o kościele w Ochabach pochodzi ze spisu świętopietrza z 1447. W okresie reformacji przeszedł w ręce luteran. 15 kwietnia 1654 specjalna komisja przywróciła kościół katolikom. Następnie kościół ten stanowił filię parafii w Grodźcu, stan ten utrzymywał się jeszcze w 1749 (funkcjonowała tu lokalia). Według protokołu wizytatorów biskupich z 1679 kościół był drewniany, wspomina też dzwonnicę z dwoma dzwonami. Z powodu położenia nad rzeką Wisłą obiekt zagrożony był powodzią, co było powodem przeniesienia szczątków Jerzego Fryderyka Bludowskiego z ochabskiego kościoła do Hażlacha. Zapewne powódź zniszczyła pierwszy kościół, na miejsce którego wzniesiono kolejny, położony nieco wyżej, również drewniany, w 1687 roku, opisany przez wizytatora biskupiego w 1688. Do kościoła przylegać miała dzwonnica z trzema dzwonami, otoczony był sobotami, a zwieńczony był wieżyczką. Kościół ten stał się parafialnym w 1785.
Obecny kościół murowany wybudowany został w latach 1807-1810. "Kościół drewniany został krótko przed tem zburzony, widocznie stał na tem samem miejscu, bo nabożeństwa odprawiano podczas budowy w lecie w kaplicy, zrobionej z desek, w zimie zaś w szkole. Poświęcenie nowego kościoła nastąpiło w dniu 11 listopada 1810 r. przez dziekana skoczowskiego i proboszcza strumieńskiego, Bernarda Farbowskiego". W 1814 zakupiono organy. W trakcie I wojny światowej skonfiskowano dzwony na cele wojenne, natomiast podczas II wojny światowej, 8 kwietnia 1945, budynek kościoła został wysadzony przez wojska niemieckie. W latach 1946–1948 kościół wraz z wieżą został odbudowany. Uroczystej konsekracji dokonano 26 września 1996. W 2007 przeprowadzono remont i malowanie wnętrza kościoła.
W ołtarzu głównym znajduje się obraz św. Marcina (w 2001 dokonano jego renowacji), z kolei w ołtarzach bocznych znajdują się obrazy św. Józefa, Matki Boskiej Szkaplerznej (renowacja w latach 2001-2005).